# Търновско македонско благотворително братство
Търновското македонско културно-просветно благотворително братство „Александър Панайотов“ е организация на бежанците от областта Македония, установили се в Търново.

## История
На Първия македонски конгрес, провел се в София на 19 – 28 март 1895 година, е основана Македонската организация, която бързо започва да образува клонове в цялата страна. Основано е и дружество в Търново, което участва активно в дейността на Организацията. На Втория конгрес от 3 до 16 декември 1895 година делегат е Александър Людсканов, на Седмия конгрес от 30 юли до 5 август 1900 година делегат е Тодор Кърбларов на Осмия конгрес от 4 до 7 април 1901 година делегати са Стефан Георгиев и Георги Лъжев.
Възстановено е след края на Първата световна война като благотворително братство, част от Съюза на македонските емигрантски организации, и за патрон носи името на революционера Александър Панайотов.
На 4 октомври 1925 година е избрано настоятелство на братството в състав Борис Мокрев (председател), Д. Хаджипетров (подпредседател), Мих. Ив. Калинов (съветник), Кон Гр. Попангелов (секретар) и Антон Ив. Цветков (касиер).
Към 1927 година негов деец продължава да е Борис Мокрев. При смъртта му през 1933 година Търновското братство го погребва с почести. Тогава председател на братството е Николай Д. Тодоров.